# Wiener Sport-Club
Wiener Sport-Club é um clube de futebol austríaco, com sede em Viena, atualmente disputa a terceira divisão austríaca.

## História
O Wiener Sport-Club esteve sempre relacionado em variados esportes. No futebol, foi campeão nacional em três oportunidades: em 1922, 1958 e 1959. E ainda, a equipe ganhou a Erste Liga, por duas oportunidades. Depois da década de 90, veio forte crise no qual a equipe foi relegada para as divisões menores. O WSC tem uma expressiva vitória no currículo sobre a Juventus Football Club por 7-0, em 1958.

## Títulos
- Campeonato Austríaco de Futebol: 1922, 1958, 1959
- Erste Liga: 1976–77, 1985–86